# Интуиция против соблазна
«Интуиция против соблазна» (англ. Gay, Straight or Taken?) — американское развлекательное реалити-шоу, премьера которого состоялась в США 8 января 2007 года на канале Lifetime Television. Всего шоу насчитывает 18 выпусков.

## Сюжет
В этом шоу, в каждой передаче девушке представляют трёх молодых людей. Она должна пообщаться с ними, а возможно подвергнуть и какому-нибудь шуточному испытанию или конкурсу, и выбрать того, кого она хочет видеть своим спутником. Однако после знакомства с ребятами, раздаются поочерёдно два звонка — от девушки, утверждающей, что один из ребят — её кавалер, а также от парня, рассказывающего, что один из парней — гей, к тому же его молодой человек.
Таким образом, есть три варианта: один свободный парень, один юноша, связанный отношениями, и один парень-гей. Теперь цель девушки — выяснить, кто из парней есть кто, а главное правильно выбрать свободного — тогда она отправится вместе с ним в путешествие. Если же она не угадает, в путешествие отправится молодой человек, которого она выбрала вместе со своей партнёршей или партнёром.

## О шоу
Название шоу в оригинале — «Гей, натурал или занятый?».
В силу условий отбора конкурсантов, шоу носит комедийный характер. Кроме того, создатели утверждают, что они таким образом пытались разрушить существующие стереотипы о геях и мужчинах традиционной сексуальной ориентации.

## Эпизоды
Все эпизоды вышли в эфир в США в 2007 году.
| #  | Премьера в США | Свободен | Занят   | Гей     |
| -- | -------------- | -------- | ------- | ------- |
| 01 | 8 января       | Майк     | Крис    | Лучиано |
| 02 | 8 января       | Айо      | Виктор  | Кален   |
| 03 | 15 января      |          |         |         |
| 04 | 15 января      |          |         |         |
| 05 | 22 января      |          |         |         |
| 06 | 22 января      |          |         |         |
| 07 | 29 января      |          |         |         |
| 08 | 29 января      |          |         |         |
| 09 | 5 февраля      | Райан    | Зак     | Дэмиан  |
| 10 | 5 февраля      | Энтони   | Ник     | Майкл   |
| 11 | 12 февраля     |          |         |         |
| 12 | 19 февраля     |          |         |         |
| 13 | 19 февраля     |          |         |         |
| 14 | 26 февраля     | Джерри   | Брендон | Дэвид   |
| 15 | 5 марта        |          |         |         |
| 16 | 5 марта        | Грег     | Тодд    | Джастин |
| 17 | 12 марта       |          |         |         |
| 18 | 12 марта       |          |         |         |

## Показ в других странах
- Австралия — Arena TV
- Бразилия — Multishow
- Великобритания — Five Life
- Италия — SKY Uno
- Нидерланды — RTL 5
- Польша — MTV Польша
- Россия — MTV Россия (Мужчин озвучил Евгений Рыбов, а девушку-ведущую — Мария Трындяйкина)
- Турция — Foxlife